# Історія міста Калинівки

## Давнина
Відомо, що у 1635—1645 рр. князь Станіслав Варшицький заснував Варшицю. Саму Калинівку засновано в першій половині XVIII ст. Була спроба пов'язати назву селища з калиною, якої нібито колись тут було багато (хоча і зараз вона росте на кожній вулиці, особливо на півдні міста). Історичні джерела свідчать, що назва ця походить від прізвища польського магната Калиновського, який загарбав тутешні землі й закріпачив селян. 1774 року в ній налічувалося 44 двори в яких проживало 143 чоловіка. Хоч поселення було невеликим, пани відкрили тут пивоварню, винокурню, млин, які давали їм чималий прибуток. Розвивалась Калинівка повільно. Через сто років в ній стало 145 дворів з населенням 1138 чоловік. На той час село перетворилося на містечко. Всі найкращі землі та ліси захопили поміщики.

## XIX століття
Малоземелля селян та поміщицький гніт були причиною неодноразових антифеодальних виступів мешканців Калинівки та навколишніх сіл. Особливої гостроти ця боротьба набрала в першій половині XIX ст., коли її очолив Устим Кармалюк. Його загони базувалися поблизу Калинівки, в Чорному лісі. Калинівчани всіляко підтримували повстанців, ховали їх від переслідувань, брали участь у нападах на поміщицькі маєтки. Сам Устим Кармалюк не раз бував у Калинівці, користувався схованками калинінчан. У 1828 році калинівський селянин К. Древицький притягався до суду за переховування Устима Кармалюка.
В 1860-х роках Калинівським маєтком, якому належало 2660 десятин землі, з них 1540 у Калинівці, заволодів німець Л. Вальков. Найкращі землі він залишив собі і лише 664 десятини віддав на викуп селянам. Переважна більшість селян не мала ні тягла, ні корів і не могла звести кінці з кінцями. Щоб знайти заробіток, багато з них йшли на заводи, фабрики,  залізницю. В 1871р. завершилось будівництво залізниці Київ-Одеса, яка пролягла через Калинівку. За короткий час Калинівка розбудувалась і була віднесена до розряду містечок. У кінці 70-х років 19 ст. тут з’являється ряд підприємств, у тому числі цукровий і винокурний заводи.
Зростала торгівля. Чотири рази в рік тут відбувалися ярмарки. Культура в пореформеній Калинівці була дуже низькою. Майже всі її мешканці були неписьменними. Лише в 1885 р. тут при церковному приході було відкрито першу церковно-приходську школу, а у 1902 р. відкрилось міністерське 2-х класне училище, що містилось біля будинку волосної управи. 1903 р. в містечку відбувся страйк робітників. У 1906 р. в Калинівській волості виникли заворушення, а в Калинівці городяни спалили поміщицький маєток.
Після скасування кріпацтва в Калинівці все більше розвивалися капіталістичні відносини, з'являлися промислові підприємства. У 1871 році закінчилося будівництво залізниці Київ — Одеса, яка пролягала через Калинівку. Це мало велике значення для розширення її економічних зв'язків з іншими районами. Пізніше будуються цукровий та винокурний заводи. Розвивалися й ремесла. У 80-х роках налічувалось близько 20 різних ремесел. Разом з промисловістю в Калинівці зростала і торгівля. Щороку тут відбувалося 4 ярмарки. В містечку було 27 лавок.
Па кінець XIX ст. кількість населення Калинівки перевищила 1600 чоловік. Значна частина калинівських селян перейшла працювати на цукровий і винокурний заводи, залізницю, займалась ремеслами, йшла на заробітки в інші  губернії. 
Освітній рівень населення Калинівки був дуже низьким. Майже всі її мешканці лишалися неписьменними. Тільки в 1885 році відкрили школу. Це була невеличка однокласна церковнопарафіяльна школа. Її відвідувало небагато дітей. У 1902 році відкрили двокласне училище, але й після цього більшість підлітків залишалася поза навчанням.

## Початок XX століття
Активну включились калинівчани у революційні події 1905-1907 рр. Разом з селянами сусідніх сіл вони брали участь у страйку в маєтку поміщика Ольшевського. На придушення страйку до маєтку надіслали ескадрон драгунів. Та, попри це, страйкарі добилися підвищення оплати праці з 20 коп. до 50 коп. на день. Щоб попередити поширення страйку, і усі села Калинівської та Пиківської  волостей прибуло ще 3 ескадрони драгунів. Але й це не допомогло. Заворушення виникали в різних селах. В ніч на 30 жовтня 1906 року жителі спалили панський маєток. Згоріли панські конюшні, воловні, короварні, свинарники, скирди хліба на полях. Щоб придушити заворушення, кількох учасників революційних виступів у Калинівці каральний загін розстріляв. У роки реакції ще більше посилився визиск мешканців містечка — знизились заробітки, почастішали   штрафи,   збільшився   робочий   день.
На початку Першої світової війни в Калинівці заробітна плата на цукровому й спиртовому заводах була низькою. Переважно більшість селянських сімей не мала тягла і неспроможна була вчасно обробити свої земельні наділи. Багато землі в ці роки залишилось незасіяною.  Солдатські  сім'ї ледь животіли.
Після лютневої революції і повалення царизму багато мешканців Калинівки активно включилися у політичне життя. 

### У період революції та українсько-більшовицької війни
Новину про створення Української Центральної Ради 4 березня 1917 р. населення Калинівки сприйняло з великим ентузіазмом: в Калинівці проходили мітинги на підтримку проукраїнського владного органу, основною вимогою було якнайшвидше проголошення автономії Української Народної Республіки, а також вирішення найболючішого для селян земельного питання. Уже у квітні 1917 в Калинівці сформовано органи місцевої влади, напряму підпорядковані Українській Центральній Раді.
У січні 1918 року було проголошено владу Рад. На сільському сході в кінці січня колабораціоністи сіл Калинівської волості схвалили ленінський декрет про мир і землю і маніфест ЦВК України про утворення українського радянського уряду, затвердили волосний ревком (голова Т. М. Тилюк) і доручили йому розподілити поміцькі землі й майно. Внаслідок цього розподілу дві третини всіх селянських дворів Калинівки одержали 1600 десятин панської  землі, 150 волів, 150 коней, 100 корів, понад 6 000 пудів зерна-насіння.
На початку березня 1918 року в Калинівку увійшли союзні австро-німецькі війська. За рік, 16 березня 1919 року, в Калинівку увійшли вже московсько-більшовицькі окупанти. 
Влітку 1919 року відбулись бої військ Української Народної Республіки з вінницьким комуністичним батальйоном. Під Калинівкою між більшовиками і петлюрівцями, які встигли зайняти залізничну станцію, зав'язався запеклий бій, що тривай понад три доби і закінчився поразкою більшовиків.
Члени Калинівського ревкому й виконкому пішли в підпілля. Через п'ять місяців частини Червоної Армії 2 січня 1920 року знову окупували Калинівку. Остаточно московську владу в місті встановили частини 14-ї армії 20 червня 1920 року.
Щоправда, тривала партизанська боротьба: на початку травня 1921 року з північного сходу від залізничної станції зупинялись на ночівлю повстанці отаманів Пугача і Орла по дорозі з Кипорового Яру на Бердичівщину.

## 1920-ті - 1930-і роки
Після громадянської війни відбудову підприємств та сільського господарства калинівчанам довелось починати в дуже важких умовах. Устаткування цукрового й спиртового заводів за роки війни вийшло з ладу. Поголів'я худоби і тягла скоротилося наполовину. Землю довелося обробляти з великими труднощами, врожаї збирали мізерні. Загалом, як і по всій Україні в Калинівці була глибока криза, яку визначали:
1. Економічна розруха. Вона, зумовлена з одного боку, тим, що тривалі воєнні дії (майже безперервно протягом 7 років) зруйнували матеріально-технічну базу промисловості, погіршили її кадрове забезпечення, з іншого — воєнно-комуністична політика значною мірою призвела до дезорганізації господарських зв’язків. Не кращою була ситуація і в сільському господарстві. Незацікавленість селян, зумовлена політикою воєнного комунізму, недостатня забезпеченість реманентом та тягловою силою спричинили скорочення посівних площ.
2. Політична нестабільність, яка була наслідком невдоволення селян продрозкладкою. Реквізиції та заборона торгівлі викликали особливу гостру відразу, тому розкладка виконувалась з величезним напруженням. Відбирати хліб у селян ставало все важче. Для цього почали використовувати загони червоноармійців Української запасної армії, проте усе наштовхнулось на збройні виступи селян.
3. Голод. З двох хвиль голоду, що прокотилися Україною в 1921-1923 рр., перша значною мірою була зумовлена надмірним вивезенням хліба у голодуюче Поволжя та промислові центри Росії, насамперед Москву і Петроград, а друга — експортом українського зерна.

1923 р. був утворений Калинівський район, адміністративним центром якого стала Калинівка. Однією з найжахливіших подій в історії Калинівського району була колективізація з її спустошливими наслідками. Лозунг «ліквідація куркульства як класу» означав, що тих, хто чинив найзапекліший опір розстрілювали, масово вивозили в табори примусової праці на північ. В цій половині 1930 р. було розкуркулено 174 господарства. 22-м згодом повернули майно. Їх визнали середняцькими. Наступні хвилі розкуркулення тривали протягом кількох років. Лише в лютому 1930 р. було розкуркулено 133 господарства. Господарів або ж виселяли за межі району, або виселяли з села в спеціальні поселення по 10-12 садиб, що знаходились на території району, або ж виселяли у північні райони СРСР. (Їх приблизна кількість в районі була 21). За роки колективізації в Калинівському районі було знищено найактивнішу, найпідприємливішу, економічно-міцну частину селянства, князів, що хотіли і вміли працювати.
В результаті колективізації в Калинівці до кінця 1930 р. утворилось 2 колгоспи. Реконструйовано було спиртзавод.
Утисків та репресій в цей час зазнала і прогресивна інтелігенція, служителі культу. Назвати хоча б українського письменника, уродженця с. Котюжинець Й.П. Зорянчука, в творчості якого переважала тема голодомору. В середині лютого органи ДПУ вилучили в пошти листа Йосипа Зорянчука до Остапа Вишні. В листі приводились випадки смерті з голоду в с. Котюжинцях Калинівського району. Й. Зорянчуку пощастило : справа до суду не дійшла.
Голодомор 1932-1933 років страшним вихором пронісся Калинівщиною. Смертність у 1933 р. набула значних розмірів. Якщо за 1932 р. в районі померло 1325 чоловік, то в трьох селах району за 2,5 місяці в 1933 р. — 286 чоловік. Траплялись і випадки людоїдства.
В 30-ті роки в Калинівці було відкрито 2 середні школи, кінотеатр. Будинок культури, поліклініку. Розширилась бібліотека.

### Друга світова війна
В перші дні Другої світової війни понад 1200 чоловік з селища було мобілізовано на фронт, серед яких було 12 жінок-добровольців. Більш ніж 200 чоловік записалося до винищувального батальйону. 22 липня 1941 року в Калинівку увійшли німці. В центрі селища гітлерівці на вулиці Дзержинського влаштували гетто, на околиці — табір для військовополонених. Та знаходились люди, що незважаючи на ризик і загрозу смерті переховували євреїв, рятували їх від нацистів. Фронт наближався до селища. Під загрозою розстрілу заборонялося людям виходити за його межі, під конвоєм виганяли людей на роботи. Всіх, хто хворів, знесилювався і не тримався на ногах, щоранку підбирав спеціальний фургон і вивозив на розстріл в лощині між Калинівкою і Павлівкою. За рік у цьому таборі з кількох тисяч невільників лишилося живими не більше сотні чоловік. У ніч на 30 червня 1942 року гітлерівці розстріляли понад 700 євреїв.
Підпільну партизанську групу в Калинівці організував М. П. Архипович. З перших днів війни він був у лавах Червоної Армії заступником командира роти. Поранений під Полтавою, потрапив в оточення. Йому пощастило вирватись і добратись до Калинівки. Після одужання влаштувався на роботу в Калинівському відділенні Корделівського земгоспу і там наприкінці 1941 року створив підпільну групу. Учасниками цієї групи були молоді В. Клименко, І. Мазур, В. Муржинський та інші — всього 27 чоловік. 19 травня 1942 року в Калинівці відбулося перше засідання підпільного райкому комсомолу, на якому затвердили склад загону. Комісаром призначили М. П. Архиповича, командиром В. І. Дюнова. Одночасно на залізничній станції Калинівка утворилася друга підпільна група, очолювана офіцером Червоної Армії М. І. Бариловим. До її складу ввійшли два брати Д. О. й Г. О. Блохіни, Г. Бєлов, Л. Толстіхін, учителька М. Д. Полянчук, та інші жителі селища. Більшість з них вирвалася з оточення та повтікала з концтаборів і влаштувалася на залізничній станції вантажниками й на інших роботах. Дії підпільників з кожним днем набирали все більшого розмаху. У своїх листівках підпільники висвітлювали хід боїв на фронтах, друкували зведення Радінформбюро, викривали злочини й пропаганду нацистів. Листівки закликали населення чинити опір німцям, зривати польові роботи, не давати гітелрівцям продовольства, саботувати їхні розпорядження.
В червні 1942 року в Калинівці в хаті М. Д. Полянчук відбулося засідання керівників підпільних груп Калинівки, Павлівки, Самотнього, Курави, на якому було вирішено об'єднатись у Калинівську підпільну організацію і створити єдиний партизанський загін. Командиром призначили В. М. Месароша.
Незабаром у селищі згоріли барак німецьких зв'язківців і радіостанція, а на аеродромі — склад пального. На залізничній станції однієї ночі було знищено 7 вагонів хліба. Почали зникати гітлерівські офіцери, поліцаї, старости. Люди всіляко саботували польові роботи. Не менше третини землі залишилось незасіяною. А в жнива добра половина зібраного врожаю не дісталась окупантам; колгоспники за порадами підпільників ночами розібрали його по домівках і поховали.
В кінці 1942 року гестапо натрапило на слід підпільників.
Почались провали. На початку 1943 року гестапівці схопили з листівками Д. О. Блохіна й після катувань розстріляли. Заарештували Г. Бєлова й ін. Але вони розрізали тюремні ґрати і вирвалися з пазурів катів. З Павлівської групи схопили й закатували К. В. Волинця та його 12-річного сина Лесика. В ніч на 5 березня 1943 року в селі Котюжинцях вистежили М. II. Архиповича. Вдерлися до квартири місцевого вчителя, де він переховувався. У єдиноборстві з німцями він загинув. Всього в ті дні гітлерівці схопили й закатували 23-х підпільників.
Багато груп підпільної організації, більшість калинівських підпільників напровесні 1943 року перебазувались у Чорний ліс. Разом з ними була й Л. Л. Волинець — партизанська мати.
Весною 1943 року В. М. Месарош вибув до іншого району. Командування загоном прийняв П. Т. Кугай. Комісаром став П. К. Волинець. Своїми діями загін все більше наводив жах на німців. Начальник поліції у Вінниці доповідав, що навколо «Вервольфа» в тих селах, де немає поліції, вже 6 тижнів, як старости сплять не у себе вдома, а в копицях сіна, що дії підпільних організацій і партизанів не можуть бути зупинені ні німецькими воєнними, ні політичними силами. А начальник таємної поліції писав, що з грудня 1941 року по вересень 1943 року в цьому районі зареєстровано 1360 пригод.
Звістка про дії партизанів швидко облетіла всі села Калинівського і навколишніх, районів. До Чорного лісу все більше йшло людей. К. Ю. Гуменчук, яку підпільники надіслали працювати в Калинівський табір військовополонених, влаштовувала втечі полонених і направляла їх до загону. Через кілька місяців в його підрозділах уже налічувалось близько 800 чоловік. Командування прийняв А. С. Мичковський, комісаром був Д. Д. Садовник (Васильєв). До осені 1943 року загін виріс і перетворився в партизанське з'єднання що об'єднувало близько 1400 партизанів.
Після закінчення війни багато партизанів «за подвиги в тилу ворога» були відзначені радянськими урядовими нагородами. А комісарові загону П. К. Волинцю, в зв'язку з 20-річчям від «дня Перемоги», посмертно присвоєно звання Героя Радянського Союзу.
В лавах Радянської армії на різних фронтах війни сотні калинівчан самовіддано билися з ворогом. Старший лейтенант М. Ф. Степовий удостоєний звання Героя Радянського Союзу. Його ім'я присвоєно Калинівській середній школі № 1, де він навчався. Звання Героя Радянського Союзу було присвоєно й С. В. Антонюку за форсування Одера й оволодіння плацдармом. Всього за подвиги на фронтах нагороджено орденами і медалями Радянського Союзу 620 калинівчан. У боях за Радянську владу загинуло 548 чоловік селища. Нема сім'ї в Калинівці, яка б не втратила на війні когось з рідних.
Відновили Радянську владу в Калинівку частини 74-го стрілецького корпусу 14 березня 1944 року.
Німці зруйнували її вщент. Вивели з ладу залізничну станцію й залізницю, спиртовий завод, ремонтно-механічні майстерні, МТС, всі громадські будівлі колгоспів, приміщення шкіл та багатьох установ, розграбували майно колгоспів і колгоспників. У колгоспах селища не лишилося ні машин, ні коней, ні худоби й реманенту. МТС не мала жодного трактора.
Навесні 1944 року в Калинівці важкими зусиллями було засіяно землю. У такий спосіб обсіяли майже 70 % колгоспної землі.
Механізатори відремонтували частину розбитих тракторів МТС. У 1945 році калинівчани вже обробили всю землю, але труднощі відродження господарства були великі. Щоправда щороку від держави надходили машини, мінеральні добрива, сортове насіння, грошова позичка.

## Після війни
У грудні 1950 року три колгоспи об'єдналися в один. Головою новоствореної артілі обрали І. Й. Димінського, секретарем парторганізації — вчительку І. Д. Гослінську. Протягом двох років господарство вже досягло довоєнних врожаїв.
Усували наслідки окупації і калинівські підприємства. Колектив спиртового заводу своїми силами підняв з руїн головний корпус заводу, відремонтував його устаткування. У 1948 році завод вже досяг довоєнної потужності — 2500 декалітрів спирту на добу.
Калинівські залізничники протягом кількох місяців розчистили територію станції, поновили колію і забезпечили безперебійний рух поїздів.
За перші місяці після окупації жителі відбудували школи, лікарню. Відновили роботу школи, бібліотеки, клуби, кінотеатр, пошта і телеграф, магазини, районні установи.
У наступні роки в Калинівці сталися чималі зміни в господарському, культурному і громадському житті. Паровозоремонтні майстерні після реконструкції були перетворені на завод, де не тільки ремонтували паровози, а й виготовляли устаткування для цукрових підприємств країни. Випуск продукції на ньому до 1958 року зріс майже в три рази. Продуктивність праці збільшилася у 2,4 раза.
Чималих успіхів було досягнуто і на спиртовому заводі. До кінця 1958 року потужність його зросла до 6 тис. декалітрів на добу, а випуск продукції збільшився на 25%.
В листопаді 1979 року Президія Верховної Ради УРСР ухвалила перевести Калинівку із розряду селищ міського типу в розряд міст районного підпорядкування.